# Dvärgmarkattor
Dvärgmarkattor (Miopithecus) är ett släkte i familjen markattartade apor med två arter. IUCN listar de som livskraftiga (LC).

## Utbredning
Dvärgmarkattor lever i de centrala delarna av Afrika. Deras utbredningsområde sträcker sig från Kamerun över Kongo-Kinshasa till Angola.

## Utseende
Dessa djur är med en kroppslängd (huvud och bål) av 32 till 45 centimeter och en vikt som ligger mellan 1,3 kg (hannar) och 0,8 kg (honor) de minsta primaterna i gruppen smalnäsor. Svanslängden ligger mellan 36 och 53 cm. Pälsen är på ovansidan grågrön till grönsvart och på buken gulgrön till vitaktig, färgsättningen av olika individer varierar mycket. Huvudet är runt med en kort nos. Som hos flera andra primater är hannar större än honor. Fingrar och tår är delvis sammanlänkade med simhud.

## Levnadssätt
Arterna i släktet är aktiva på dagen och lever i träd, huvudsakligen i regn- och mangroveskogar längs vattendrag. De förekommer även på uppodlade marker i närheten av människor. Dvärgmakattor bildar flockar som vandrar dagligen mellan 1,5 och 3 km. Längs längre floder kontrollerar en flock en sträcka som är ungefär 5 km lång. Liksom sumpapan har de bra förmåga att simma. De letar även efter föda i vattnet.

### Föda
Dvärgmarkattor är allätare som livnär sig av frukt, frön, nötter, vattenväxter samt insekter, spindlar och andra ryggradslösa djur.

### Fortplantning
Efter dräktigheten, som tar omkring 160 dagar föder honan oftast en enda unge. Födelsen sker huvudsakligen mellan november och april. Unga dvärgmarkattor är vid födelsen jämförelsevis stora och väger vid denna tidpunkt med 200 gram ungefär en fjärdedel av moderns vikt. Redan efter sex veckor börjar ungen att äta fast föda och efter tre månader är den självständig. Könsmognaden infaller för honor efter cirka 4,5 år och för hannar 1 eller 2 år senare. Det finns dokumenterat dvärgmarkattor som i fångenskap har blivit 28 år gamla. Medellivslängden i naturen är okänd.

## Status och hot
Dvärgmarkattor har flera olika fiender i naturen, till exempel leoparder, viverrider, guldkatter, rovfåglar, ormar och varaner. Människor jagar dessa djur för att skydda sina plantager. Trots allt listas arterna i släktet inte som hotade.

## Systematik
Släktet delas upp i två arter:
- Miopithecus ogouensis, förekommer norr om Kongofloden.
- Miopithecus talapoin, lever söder om Kongofloden.